# Lucenzo
Lucenzo (* 27. Mai 1983 in Bordeaux, Frankreich; eigentlich Filipe Oliveira) ist ein portugiesischer Rapper und Sänger.

## Karriere
Lucenzo wurde am 27. Mai 1983 als Sohn portugiesischer Eltern in der westfranzösischen Stadt Bordeaux geboren. Im Alter von sechs Jahren begann er Klavier zu spielen und fünf Jahre später, im Alter von elf Jahren, entdeckte er das Singen für sich.
Als Musiker ist Lucenzo seit 1998 tätig. Zuerst begann er als Rapper und entwickelte sich später in Richtung Reggaeton. Sein erstes Album blieb noch weitgehend unbeachtet. Seinen Durchbruch hatte er 2007 mit Emigrante del mundo, das bei Scorpio Music erschien. Es wurde zu einem großen Radiohit in Frankreich und etablierte Lucenzo in der Szene für lateinamerikanische Musik.
2010 folgte die Zusammenarbeit mit Big Ali bei dem Titel Vem dançar kuduro. Das Lied wurde ein Dancehit und ein Sommerhit in Frankreich und erreichte Platz 2 der Charts. Bis in die Schweiz breitete sich der Erfolg aus. Der Puerto Ricaner Don Omar nahm zusammen mit Lucenzo eine spanisch-portugiesischsprachige Version mit dem Titel Danza Kuduro auf und veröffentlichte sie in den USA. Sie erreichte Platz 1 der US-Latincharts. In Spanien erreichten sie Platz 15. Des Weiteren ist sie auf dem offiziellen Soundtrack des Filmes Fast & Furious Five enthalten. 2012 veröffentlichte er die Single Wine It Up mit dem jamaikanischen Dancehall-Sänger Sean Paul die allerdings nicht an die Erfolge von Danza Kuduro heranreichen konnte. Er sang es nur auf einigen Konzerten. 2015 veröffentlichte er die Single "Vida Louca".

## Stil
Lucenzos Musik ist stark von Latinbeats, Kuduro und Reggaeton geprägt. Dazu kommen noch Einflüsse angolanischer und portugiesischer Musik. Er singt auf Französisch, Portugiesisch, Spanisch und Englisch.

## Diskografie
- 2007: Emigrante Del Mundo
- 2008: Reggaeton Fever
- 2009: Dame Reggaeton
- 2010: Vem dançar kuduro (feat. Big Ali)
- 2010: Danza Kuduro (mit Don Omar)
- 2010: Baila Morena
- 2011: Danza Kuduro (Throw Your Hands Up) (mit Qwote & Pitbull)
- 2012: Wine It Up (feat. Sean Paul)
- 2013: Obsession (feat. Kenza Farah)
- 2015: Vida Louca
- 2020: No me ama
- 2021: Bailamos

## Auszeichnungen für Musikverkäufe
| Goldene Schallplatte - Belgien - 2011: für die Single Danza Kuduro - Dänemark - 2024: für die Single Vem dançar kuduro - Italien - 2024: für die Single Vem dançar kuduro - Japan - 2014: für die Single Danza Kuduro - 2023: für das Streaming Danza Kuduro - Spanien - 2024: für die Single Vem dançar kuduro Platin-Schallplatte - Dänemark - 2011: für das Streaming Danza Kuduro - Russland - 2011: für die Single Danza Kuduro | 2× Platin-Schallplatte - Dänemark - 2022: für die Single Danza Kuduro 3× Platin-Schallplatte - Italien - 2011: für die Single Danza Kuduro 4× Platin-Schallplatte - Schweden - 2012: für die Single Danza Kuduro - Spanien - 2025: für die Single Danza Kuduro Diamantene Schallplatte - Brasilien - 2024: für die Single Danza Kuduro |

Anmerkung: Auszeichnungen in Ländern aus den Charttabellen bzw. Chartboxen sind in ebendiesen zu finden.
| Land/RegionAuszeichnungen für Musikverkäufe (Land/Region, Auszeichnungen, Verkäufe, Quellen) | Gold     | Platin       | Diamant  | Verkäufe  | Quellen              |
| -------------------------------------------------------------------------------------------- | -------- | ------------ | -------- | --------- | -------------------- |
| Belgien (BRMA)                                                                               | Gold1    | —            | —        | 15.000    | ultratop.be          |
| Brasilien (PMB)                                                                              | —        | —            | Diamant1 | 250.000   | pro-musicabr.org.br  |
| Dänemark (IFPI)                                                                              | Gold1    | 3× Platin3   | —        | 225.000   | ifpi.dk              |
| Deutschland (BVMI)                                                                           | Gold1    | 3× Platin3   | —        | 1.050.000 | musikindustrie.de    |
| Frankreich (SNEP)                                                                            | —        | Platin1      | —        | 100.000   | infodisc.fr          |
| Italien (FIMI)                                                                               | Gold1    | 3× Platin3   | —        | 140.000   | fimi.it              |
| Japan (RIAJ)                                                                                 | 2× Gold2 | —            | —        | 100.000   | riaj.or.jp           |
| Portugal (AFP)                                                                               | —        | 4× Platin4   | —        | 40.000    | Einzelnachweise      |
| Russland (NFPF)                                                                              | —        | Platin1      | —        | 200.000   | lenta.ru             |
| Schweden (IFPI)                                                                              | —        | 4× Platin4   | —        | 160.000   | sverigetopplistan.se |
| Schweiz (IFPI)                                                                               | —        | Platin1      | —        | 30.000    | hitparade.ch         |
| Spanien (Promusicae)                                                                         | Gold1    | 4× Platin4   | —        | 270.000   | elportaldemusica.es  |
| Vereinigte Staaten (RIAA)                                                                    | —        | 5× Platin5   | —        | 5.000.000 | riaa.com             |
| Vereinigtes Königreich (BPI)                                                                 | —        | Platin1      | —        | 600.000   | bpi.co.uk            |
| Insgesamt                                                                                    | 7× Gold7 | 30× Platin30 | Diamant1 |           |                      |